# عراد (اسم)
عراد هو اسم علم مذكر من أصل عربي، ومعناه هو الكثير الهرب، من الفعل عرد وعرد أو من الفعل عرد الناب أو النبات خرج كله واشتد وغلظ، والعراد كذلك النجم إذا مال للغروب بعدما تكبد السماء.

## وصلات خارجية
- موسوعة السلطان قابوس لأسماء العرب نسخة محفوظة 5 أبريل 2019 على موقع واي باك مشين.